# Yes, We Fuck!
Yes, We Fuck! (in italiano, Sì, scopiamo!) è un documentario spagnolo del 2015 diretto da Antonio Centeno e Raúl de la Morena. Il titolo parodia il famoso slogan della campagna presidenziale di Barack Obama del 2008, Yes, we can.

## Trama
Il documentario esplora la sessualità delle persone con diversità funzionale. Attraverso sei storie, si trattano diverse tematiche che, tra le altre, includono il modo di vivere la propria sessualità, la vita di coppia, la prostituzione o l'assistenza sessuale.
Il film fa uso di immagini sessuali esplicite, con l'intento di rompere con la visione egemonica che chiude le persone non autosufficienti in uno stereotipo di infantilizzazione permanente, allo scopo di mostrare che tali persone posseggono non solo corpi desideranti ma anche desiderabili. L'obiettivo è quello di creare nuovi immaginari politici che possano ridefinire alcuni concetti alla base della società, come quello di mascolinità fino a quello di democrazia.

## Riconoscimenti
- 2015
  - Miglior documentario al Pornfilmfestival Berlin[8][9][10]
  - Miglior documentario LGBT al FlixxFest International Film Festival[11]
  - Candidatura al Barcelona Creative Commons Film Festival[12]
  - Candidatura al Festival de Cine Independiente de Barcelona - l'Alternativa[13]
- 2016
  - Miglior documentario al Fish and Chips Film Festival[14]
  - Candidatura alla Mostra la Ploma[15]
  - Candidatura al Festival Zinegoak[4][16]
  - Candidatura al BFI Flare: London LGBTQ+ Film Festival[17]
  - Candidatura a La Fête du Slip - Festival des Sexualities[18]
  - Candidatura al Festival PopPorn[19]